# Estertor

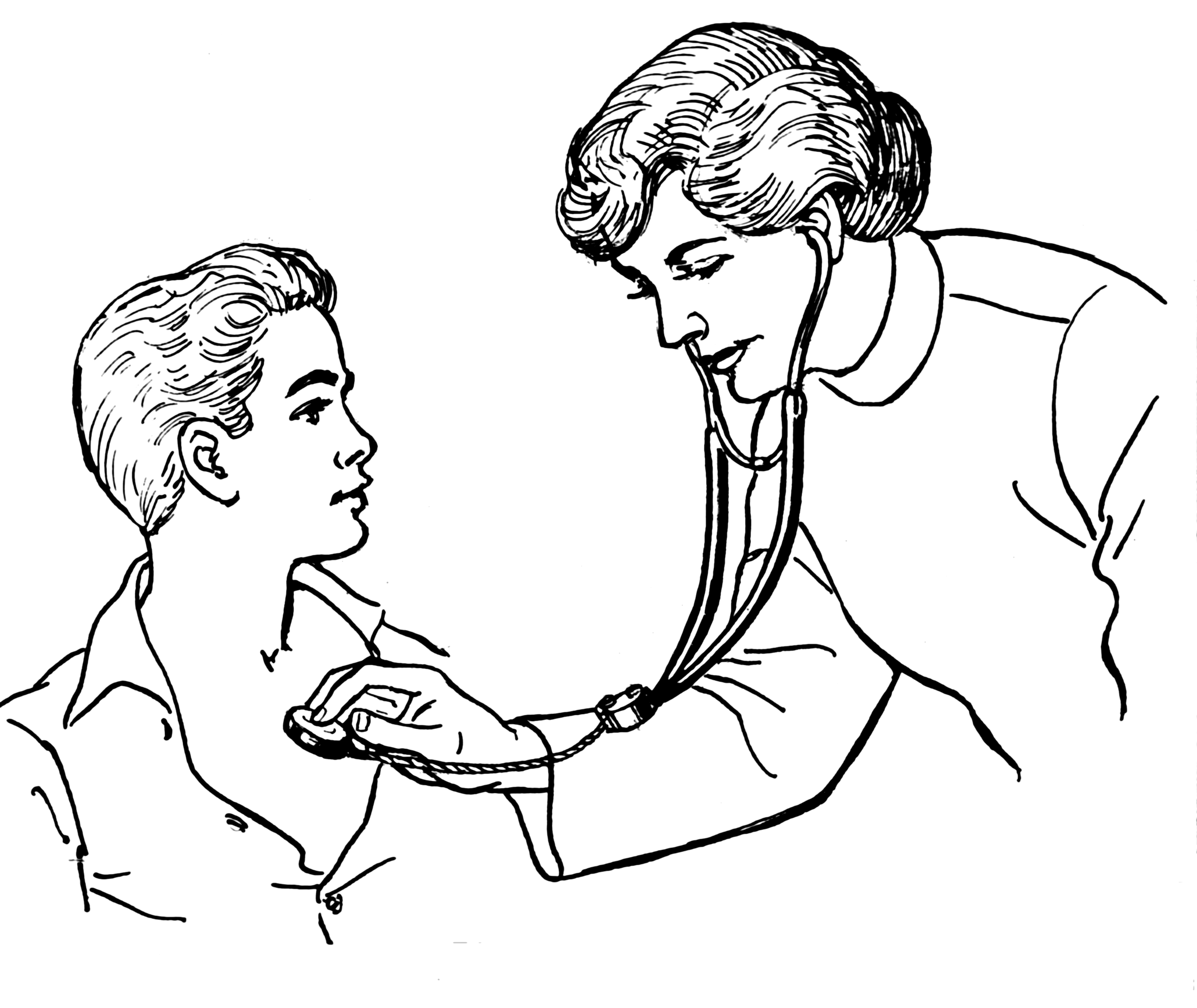
Ausculta com estetoscópio.

Estertor (do latim stertōr, ronco) ou rales são ruídos pulmonares anormais causados pela passagem de ar por vias aéreas estreitas ou cheias de fluídos. Geralmente são ouvidos com um estetoscópio durante a auscultação pulmonar em um exame físico por um médico(a) ou enfermeiro(a).

## Tipos
Existe pouco consenso na terminologia da escuta pulmonar usada no Brasil, mesmo os pneumonologistas usam os termos diferentes para os mesmos sons.
Os estertores podem ser classificados em:
- Úmidos: Quando o pulmão está cheio de líquidos, muco ou bolhas. Geralmente "ruídos estertores" se referem a esses ruídos.
  - Estertores crepitantes ou finos: Ouvidos ao início da inspiração, são sons de maior frequência e menor duração. Causados por líquidos nos alvéolos. Podem ser causados por pneumonia, edema de pulmão e fibrose pulmonar...
  - Estertores subcreptantes ou grossos: Ouvidos apenas ao final da inspiração como sons de menor frequência e maior duração. Indicam a presença de muco e bolhas nos brônquios. São modificados por uma tosse produtiva vigorosa. Podem ser causados por bronquite ou bronquiectasia.

- Secos: Vias aéreas estreitas por vias aéreas obstruídas. Alguns autores e associações de pneumonologia não os consideram sons contínuos como estertores.
  - Sibilância: Som agudo contínuo por broncoespasmo, frequentemente pode ser ouvido sem estetoscópio. Característico da asma, DPOC e da bronquiolite.
  - Ronco ou estertores roncantes: Som grave contínuo por fluxo turbulento, como na apneia do sono.

Por localização:
- Unilaterais: apenas um pulmão
- Bilaterais: ambos pulmões

## Causas
Muitas doenças causam estertores crepitantes dentre elas:
- Edema pulmonar causado por uma insuficiência cardíaca esquerda
- Pneumonia
- Tuberculose pulmonar
- Atelectasia
- Câncer de pulmão com exsudato
- DPOC
- Fibrose pulmonar
- Bronquite
- Bronquiolite
- Bronquiectasia
- Síndrome da angústia respiratória aguda (SARA)
- Doença pulmonar intersticial
- Ablação pós-toracotomia

## Tosse
Normalmente os estertores se modificam com a tosse. Sua persistência na base dos pulmões indica edema pulmonar 